# Stick (Tabak)
Als Stick bezeichnet man in Hülsen abgefertigten feingeschnittenen Tabak. Da Sticks geringer als fertigproduzierte Zigaretten besteuert wurden, waren sie in den 1990er- und frühen 2000er-Jahren eine günstigere Alternative zu Fertigzigaretten. Sticks wurden in Dosen oder Pappschachteln verkauft und konnten in dieser Form nicht geraucht werden. Dazu musste der Tabak aus dem einzelnen Stick zunächst mit Hilfe eines kleinen Werkzeugs (Zigarettenstopfer oder Bleistift) in eine Zigarettenhülse gedrückt werden.
Laut einem Urteil des Europäischen Gerichtshofs vom 10. November 2005 (Az.: C-197/04) sind Sticks (auch Single Packs genannt) ebenfalls nach dem normalen Zigarettensteuersatz zu besteuern, da sie als halbfertige Zigaretten gelten. Nach Inkrafttreten des Urteils verschwanden Sticks alsbald vom Zigarettenmarkt.